# Tails (postać fikcyjna)
Tails, właśc. Miles „Tails” Prower (jap. マイルス・パウアー) – postać fikcyjna z serii gier komputerowych Sonic the Hedgehog, firmy Sega. Jest przedstawiany jako wierny kompan i najlepszy przyjaciel tytułowego bohatera serii, pojawiający się w niemal każdej odsłonie jego przygód.
Imię Miles Prower jest grą słów odnoszącą się do niezwykłej szybkości Sonica. W brzmieniu ma przypominać zwrot "mile na godzinę" (ang. miles per hour), czyli jednostkę prędkości powszechnie używaną w niektórych krajach anglosaskich.

## Opis postaci
Tails jest antropomorficznym, biało-żółtym lisem o dwóch ogonach, które umożliwiają mu latanie. Cechuje się życzliwością, łagodną naturą oraz skromnością. Ma również słabość do miętowych słodyczy.
Jest naukowcem posiadającym rozległą wiedzę z zakresu elektrotechniki, mechatroniki i robotyki, którą wykorzystuje do tworzenia zaawansowanych urządzeń. W tym zakresie jest w stanie z powodzeniem konkurować z Doktorem Eggmanem. Tails korzysta ze swoich zdolności, by czynić dobro.

## Historia
Pomysł stworzenia postaci Tailsa pojawił się wraz z powstawaniem gry Sonic the Hedgehog 2. Po dyskusji na temat kontynuacji Sonic the Hedgehog (1991), część Sonic Team dołączyła do zespołu Sega Technical Institute, należącego do Sega of America. Planowano stworzenie nowej postaci, pomagającej głównemu bohaterowi, która przyciągnęłaby do gry nowych fanów. Początkowo Yamaguchi zaprojektował postać Ray The Flying Squirrel. Postać ta pojawiła się w grze Sega Sonic the Hedgehog, Sonic Mania Plus i Team Sonic Racing, ale została odrzucona przez Sega of Japan, w wyniku czego powstała postać o imieniu Miles Prower. Pierwotnie miała ona być tanukim, jednak ze względu na zbytnie podobieństwo do kostiumu Mario w Super Mario Bros. 3, zmieniono gatunek postaci na lisa. Postać inspirowana była kitsune, stworzeniem o licznych ogonach pochodzącym z japońskiego folkloru.
Na potrzeby gry Sonic Adventure Yuji Uekawa zmienił wygląd Tailsa, podobnie jak pozostałych postaci, które jak dotąd pojawiły się w serii. Nowa wersja bohatera jest wyższa i szczuplejsza, ma nieco ciemniejsze futro, spiczaste uszy i niebieskie oczy.
Postać Tailsa była obecna w filmie Sonic 2. Szybki jak błyskawica, mającym premierę w Polsce 22 kwietnia 2022 roku.

## Motyw muzyczny postaci
Tails posiada kilka ścieżek muzycznych, które pojawiały się w serii. Niektóre współdzieli z Soniciem i Knucklesem.
- „Believe in Myself” w Sonic Adventure (DX: Director’s Cut) oraz Sonic Adventure 2 (Battle).
- „We Can” w Sonic Heroes (motyw muzyczny drużyny Sonica, do której poza Tailsem należy również Knuckles).
- „High Flying Groove” w Sonic Riders jest motywem Sonica, Tailsa i Knucklesa.

## Linki zerwnętrzne
- Sonic-City - Tails (archiwum)